# Alexandre da Conceição
Alexandre da Conceição (Ílhavo, 1842 - Viseu, 1889) foi um poeta, crítico literário e polemista português de estética naturalista.

## Biografia
Escritor português do século XIX, nascido em 1842, em Ílhavo, e falecido em 1889, Viseu. A evolução do seu percurso literário documenta a transição do romantismo social para o Realismo-Naturalismo.
Formado em Engenharia, foi director das Obras Públicas no distrito de Viseu. Pertenceu ao grupo de poetas ligados à revista portuense A Grinalda, a que Teófilo Braga chamou o repositório da "última fase da poesia lírica do Romantismo em Portugal" e colaborou na revista  A Esperança (1865-1866); fundou, em 1876 e 1877, respectivamente, as revistas A Evolução e A Revolução, mas deixou uma imensa colaboração dispersa por periódicos como A Folha, Jornal do Porto, Literatura Ocidental, O Ocidente (1877-1915), O Primeiro de Janeiro, O Século, Renascença (1878-1879?), e A Folha Nova. E ainda nas revistas Era Nova (1880-1881),  Ribaltas e Gambiarras (1881) e na Galeria republicana (1882-1883). Encontra-se colaboração póstuma da sua autoria na revista ilustrada Argus (1907).
Em 1881, envolveu-se numa polémica com Camilo Castelo Branco a propósito dos romances A Corja e Eusébio Macário, durante a qual considerou Camilo "o representante mais autorizado do antigo formalismo retórico do velho espírito humanista e letrado", negando-lhe qualquer contributo para o "desenvolvimento intelectual e moral da sociedade portuguesa".
Republicano e anticlerical, manifestou-se contra "o espiritualismo neocatólico, essa deplorável reacção do sentimentalismo beato contra o espírito crítico e eminentemente científico do século XVIII", que responsabilizava pelo advento de "essa coisa absurda, monstruosa, incongruente e doentia, que se chama romantismo, uma das mais notáveis e perniciosas doenças mentais de que tem padecido a humanidade, doença que a atrasou quase um século no seu natural desenvolvimento".
Morreu relativamente novo, esgotado por uma doença nervosa, agravada pela morte da mulher. Em 1892, Teófilo Braga organizou a edição do seu volume póstumo de poesias, Outonais.

## Obras
- Alvoradas, 1865, 2.ª ed., 1875 (poesias);
- Notas. Ensaios de Crítica e Literatura, 1881 (ensaio e crítica literária);
- Outonais, 1891 (poesias, edição póstuma)
- Ramo de Flores (eBook)